# Mario Bélanger
 (janvier 2010).
Si vous disposez d'ouvrages ou d'articles de référence ou si vous connaissez des sites web de qualité traitant du thème abordé ici, merci de compléter l'article en donnant les références utiles à sa vérifiabilité et en les liant à la section « Notes et références ».
Mario Bélanger (Trois-Pistoles, 6 février 1965 - ) est un humoriste, comédien, DJ et animateur québécois.

## Biographie
Dernier enfant de sa famille, il est né à Trois-Pistoles et passe son enfance à la campagne, où il regarde des émissions de télévisions comme « Sol et Gobelet » ou « La Fricassée » qui lui donnent envie d'en faire son métier .
Sa première apparition officielle sur une scène remonte à 1983, alors qu’il imitait Plume Latraverse. Au Cégep de Rimouski, il s’inscrit en Lettres et découvre les ligues d’improvisation où il développe ses talents de comique.
En 1986, il étudie le théâtre et le cinéma à l’Université Laval, où il devient un membre très actif de la ligue universitaire d’improvisation. Il joue, entre autres, avec Jean-Michel Anctil et François Morency. Bélanger déménage ensuite à Montréal, où il commence des études à l’Université du Québec à Montréal. Il ne restera qu’une seule session, ayant été accepté à l’École de comédie Juste pour Rire (aujourd’hui appelée (École nationale de l'humour) . En effet, c’est sous l’influence de l’humour absurde de Ding et Dong qu’il décide d’orienter sa carrière vers l’humour. 
De 1992 à 1995, il fait partie de l'équipe régulière des spectacles underground Godzilla, qui sont présentés principalement au Bar Le Dogue, rue Saint-Denis, à Montréal. Cela lui permet de collaborer régulièrement avec le DJ Pocket et les humoristes Gary Bray et Sylvain Ouellet. C'est avec ce dernier qu'il va mettre au point les personnages de 2 vieilles pathétiques péripatéticiennes sur le déclin ( Les putes du Centre-Sud ). 
En plus de son travail sur scène en tant qu’humoriste, Mario adore participer à des spectacles de groupe comme « Zone Interdite », « Y fait chaud, ça pue pis on est bien » ou « Les Auteurs du dimanche » (où il nous fait découvrir sa poésie singulière) , . Il a aussi collaboré à de nombreuses émissions de télé telles que : 0340, Caméra Café, L'Gros Show,… ainsi qu’à plusieurs publicités,. 
Ses prestations humoristiques sont souvent orientées vers l’humour absurde: des personnages naïfs et marginaux évoluant dans des univers où la musique tient souvent une place importante, un sens du ridicule et une bonhomie attendrissante, une simplicité et une sincérité présentes même dans les numéros les plus extravagants. Ses personnages les mieux connus du grand public se nomment Mario Rock, la Pute Rock, Jipi et Guy Concordia.
Mario est aussi professeur à l’École nationale de l'humour où il partage avec d’autres, depuis plusieurs années, sa grande passion du comique.
Mario a aussi contribué à l'émission de radio Midi Morency sur les ondes de CKOI-FM à Montréal, avec François Morency, Éric Nolin, Pierre Prince et Cathya Attar.
Il personnifie également le «gros bon sens» dans les publicités de Nissan .